# Tiny Toon Adventures 2: Montana’s Movie Madness
Tiny Toon Adventures 2: Montana’s Movie Madness — компьютерная игра в жанре платформерной аркады, разработанная и изданная компанией Konami в 1993 году для игровой консоли Game Boy. Одна из компьютерных игр по мотивам мультипликационного сериала «Приключения мультяшек» (англ. Tiny Toon).

## Игровой процесс
Игра разбита на пять стадий, каждое из которых стилизована под кино определённой тематики: вестерн, самурайская сага, будущее и фильм ужасов, пятая является собирательным образом предыдущих четырёх. На каждой стадии игроку противостоят крысы, одетые в стилизованные под тематику фильма костюмы, и уникальные для каждого фильма противники. Игрок начинает с тремя жизнями, тремя ударами и с 500 секундами в запасе. Это время рассчитано на прохождение всего уровня, включая босса, в роли которого всегда выступает Монтана Макс. В процессе прохождения игрок может наткнуться на Гого Додо, который предложит сыграть в рулетку и заработать дополнительные призы: удары, морковки или очки. Игрок получает дополнительную жизнь при наборе 1000 очков, и ещё одну за каждые 2000 очков после этого. При потере всех жизней игрок теряет один кредит. При потере двух кредитов игра заканчивается.

## Содержание игры
Мультяшки собрались в кинотеатре, чтобы посмотреть фильм. Кинотеатром владеет Монтана Макс, который выбирает фильм для мультяшек. Макс заявил, что его фильмы лучшие, но Бэбс Банни засомневалась в этом. Она делится сомнениями с Бастером Банни, который решает самостоятельно поучаствовать в фильмах. Он залезает в экран и попадает внутрь фильма.